# Koi No Yokan
Koi No Yokan е седми студиен албум на алтърнатив метъл групата Deftones. Издаден е на 12 ноември 2012 г. от Reprise Records.

## Обща информация
„Koi No Yokan“ е посрещнат с признание от професионалните критици и дебютира под номер 11 в Billboard 200, с продажби от 65 000 копия за първата седмица. Според „Nielsen SoundScan“ албумът е продал над 200 000 копия в САЩ.
Koi No Yokan е японска фраза, превеждаща се като „предчувствие на любов“. Включва елементи на дуум метъл, груув метъл, алтърнатив метъл, шугейзинг, дрийм поп, пост-рок и прогресив рок.

## Състав
- Чино Морено – вокали и китара
- Стивън Карпентър – китара
- Серхио Вега – бас
- Ейб Кънингам – барабани
- Франк Делгадо – клавири

## Песни
| 1.    | Swerve City           | 2:44 |
| 2.    | Romantic Dreams       | 4:38 |
| 3.    | Leathers              | 4:08 |
| 4.    | Poltergeist           | 3:31 |
| 5.    | Entombed              | 4:59 |
| 6.    | Graphic Nature        | 4:32 |
| 7.    | Tempest               | 6:05 |
| 8.    | Gauze                 | 4:41 |
| 9.    | Rosemary              | 6:53 |
| 10.   | Goon Squad            | 5:40 |
| 11.   | What Happened to You? | 3:53 |
| 51:50 |                       |      |